# Don Knotts
Don Knotts, all'anagrafe Jesse Donald Knotts (Morgantown, 21 luglio 1924 – Los Angeles, 24 febbraio 2006), è stato un attore, comico e doppiatore statunitense.
È conosciuto soprattutto per l'interpretazione del personaggio di Barney Fife nella sitcom The Andy Griffith Show (ruolo che gli valse cinque Emmy) e per il ruolo di Ralph Furley nella sitcom Tre cuori in affitto. Fu inoltre protagonista di decine di pellicole cinematografiche a sfondo comico.

## Biografia

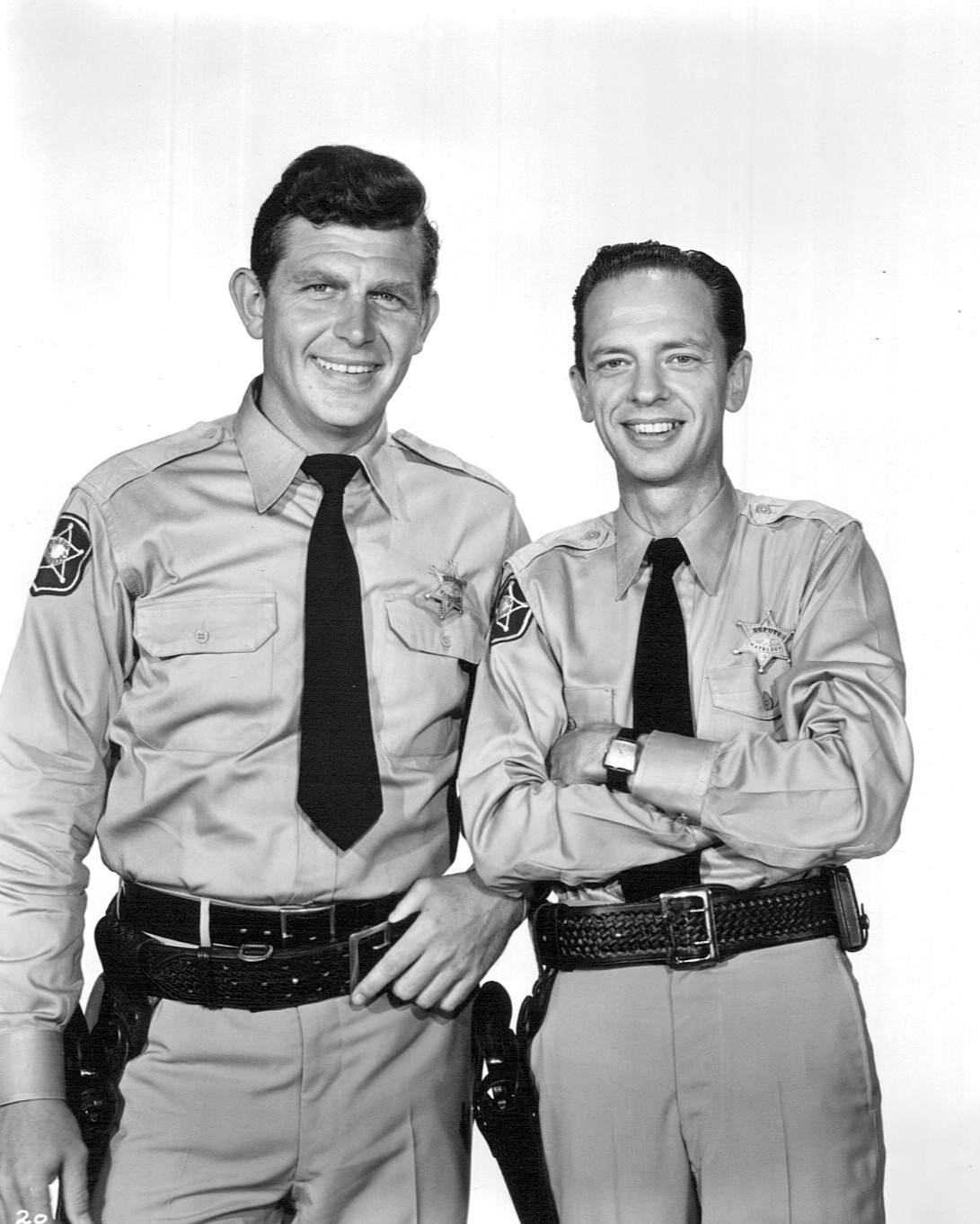
Don Knotts con Andy Griffith nel programma The Andy Griffith Show (1960)

Don Knotts era figlio di Elsie L. Moore e William Jesse Knotts. La famiglia paterna si era stabilita negli Stati Uniti sin dal XVIII secolo e aveva preso originariamente residenza nella Queen Anne's County, nel Maryland. Il padre svolgeva la professione di agricoltore, ma subì un tracollo finanziario che gli fece perdere la propria fattoria. La famiglia (inclusi Don e i suoi due fratelli) vennero supportati dalla madre, che gestiva un bar nel paese. Il padre di Knotts inoltre soffriva di schizofrenia e alcolismo e morì quando Don aveva appena 13 anni.
Dopo il diploma alla Morgantown High School, all'età di 19 anni, Knotts entrò nell'esercito e prestò servizio durante la seconda guerra mondiale come infermiere e come attore nel Pacific Theater. Non prestò servizio nel corpo della marina militare come escavatore, come vorrebbe una certa leggenda urbana, motivata forse dall'uscita di un suo film, L'ammiraglio è uno strano pesce, ispirato proprio alla marina americana. Dopo la guerra, si laureò all'Università della Virginia Occidentale nel 1948.
Dopo aver svolto diversi ruoli da attore (incluso quello di ventriloquo con un pupazzo chiamato Hooch Matador), Knotts fece la prima apparizione televisiva nella soap opera Aspettando il domani, dove fu presenza stabile dal 1953 al 1955. La sua fama aumentò notevolmente dal 1956 quando entrò a far parte della compagnia di Steve Allen. Nel 1958 apparve nel film Tempi brutti per i sergenti, tratto dall'omonima novella di Mac Hyman, dove recitò accanto ad Andy Griffith, con il quale iniziò una proficua collaborazione artistica che durò decenni.
Nel 1960, quando Griffith iniziò a condurre una sitcom che da lui prese appunto il nome di The Andy Griffith Show (1960-1968), Knotts ebbe il ruolo di Barney Fife, sottoposto e originariamente cugino dello sceriffo Andy Taylor (interpretato da Griffith stesso). Knotts interpretò il ruolo di Fife per cinque stagioni e la sua interpretazione gli valse cinque Emmy per il migliore attore-spalla in una commedia televisiva. Knotts abbandonò lo show nel 1965 e, forte del successo fino allora ottenuto, siglò cinque contratti di lavoro con la Universal Studios, distinguendosi in commedie cinematografiche come L'ammiraglio è uno strano pesce (1964), 7 giorni di fifa (1966), The Reluctant Astronaut (1967), The Shakiest Gun in the West (1968), The Love God? (1969) e How to Frame a Figg (1971). Tornò comunque ad impersonare Barney Fife negli anni sessanta, facendo apparizioni a The Andy Griffith Show e guadagnandosi altri due Emmy.
Dopo la realizzazione di How to Frame a Figg, il contratto di Knotts con l'Universal terminò ed egli continuò a lavorare in campo televisivo ottenendo successi notevoli con un proprio show, intitolato appunto The Don Knotts Show, che veniva trasmesso il giovedì sera ma che ebbe vita breve. Altre apparizioni da ricordare, quelle al The Bill Cosby Show e al Here's Lucy. Nel 1970 fece una nuova apparizione come Barney Fife in The New Andy Griffith Show. Nel 1972 prestò la propria voce in due episodi della serie The New Scooby-Doo Movies.
All'inizio del 1975, Knotts si impegnò con Tim Conway e con la Disney nella realizzazione di film comici per bambini, come La banda delle frittelle di mele (1975) e il suo seguito La banda delle frittelle di mele colpisce ancora (1979). I due produssero anche due film commedia indipendenti, The Prize Fighter (1979) e The Private Eyes (1981). Knotts partecipò anche ad altri film della Disney, incluso La gang della spider rossa (1975), Gus - Uno strano campione di football (1976), Herbie al rally di Montecarlo (1977) e Teste calde e tanta fifa (1978).

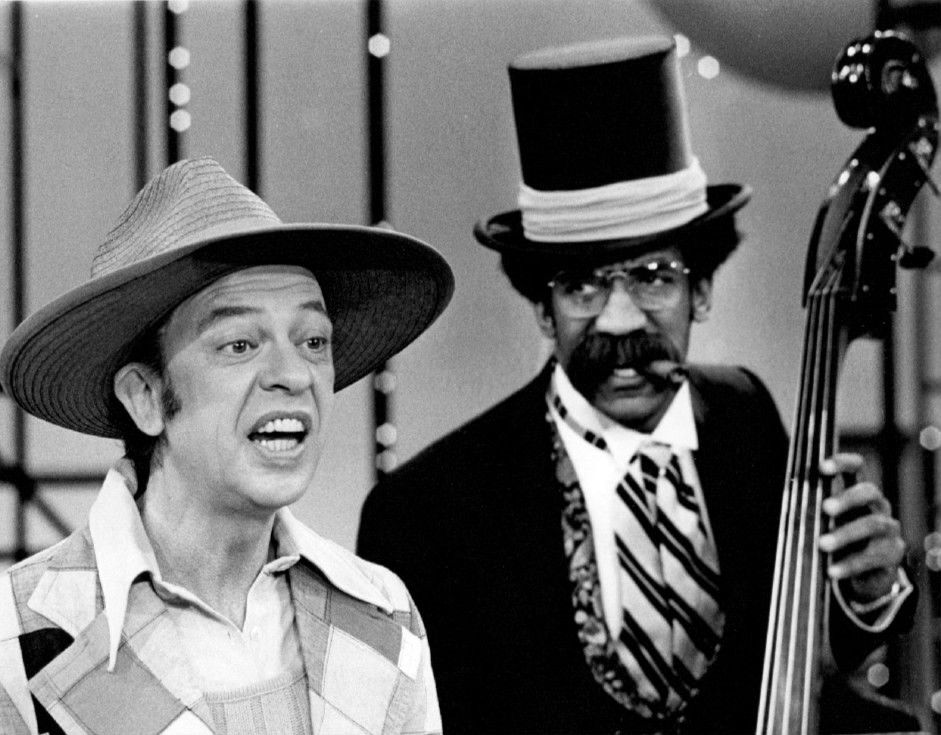
Don Knotts con Bill Cosby nel programma New Bill Cosby Show (1973)

Nel 1979, Knotts ritornò alle serie televisive interpretando il ruolo di Ralph Furley, l'amministratore di condominio del telefilm Tre cuori in affitto, sul set del quale incontrò l'attrice Audra Lindley e l'attore Norman Fell, che collaborarono con lui in una breve serie TV, I Roper. Nel 1986 tornò ad unirsi a Andy Griffith nel film per la televisione Return to Mayberry, dove interpretò ancora una volta il ruolo di Barney Fife. Dal 1988 lavorò nuovamente con Griffith, interpretando il personaggio di Les Calhoun, nel telefilm Matlock, in 17 episodi sino al 1992.
Dopo il termine della serie Matlock nel 1992, i ruoli di Knotts divennero sempre più sporadici (incluso un cameo nel flop del 1996 Il grande bullo, dove interpretava il ruolo di un preside di liceo). Nel 1998 ebbe una piccola ma intensa parte in Pleasantville con Reese Witherspoon. In quello stesso anno, il suo paese di origine Morgantown, cambiò il nome della strada che portava all'università in "Don Knotts Boulevard" e istituì il "Don Knotts Day". In quello stesso giorno, Knotts venne inoltre nominato vice-sceriffo onorario del dipartimento della Contea di Monongalia, negli Stati Uniti.
Nel 2000 appose le proprie impronte e la propria firma sull'Hollywood Walk of Fame. Anche se continuò ad essere presente sui set televisivi, dal 2000 lavorò quasi sempre in ruoli in cui prestava solo la propria voce, come nel videogame della serie Scooby-Doo dal titolo Scooby-Doo: Night of 100 Frights (2002) o nella serie per bambini Hermie & Friends (2003), ideata da Tim Conway e che continuò anche dopo la sua morte. Nel 2005 diede la voce del Sindaco Rino Tacchino nel film Chicken Little - Amici per le penne, suo ultimo film dal 1979.
Il 12 settembre 2003, Knotts si trovava a Kansas City per la realizzazione del film On Golden Pond quando ricevette la notizia della scomparsa dell'amico John Ritter che aveva recitato con lui in Tre cuori in affitto. In questo periodo una cataratta ad entrambi gli occhi andò degenerando rendendolo quasi cieco, ma non impedendogli di apparire ancora in TV. Nel 2005 fece la sua ultima apparizione televisiva interpretando una parodia del suo personaggio di Ralph Furley per una serie di Desperate Housewives e poco dopo fu presente in un episodio del That '70s Show (Stone Cold Crazy).
Morì il 24 febbraio 2006, allo UCLA Medical Center di Los Angeles, all'età di 81 anni, per una serie di complicazioni respiratorie da ricondursi al cancro di cui da tempo soffriva e per il quale si era sottoposto senza successo a diverse cure. Uno degli ultimi amici a incontrarlo al capezzale prima della morte fu Andy Griffith. La figlia fu con lui fino alla fine. Venne sepolto nel Westwood Village Memorial Park Cemetery di Los Angeles. Successivamente, la sua città natale di Morgantown gli dedicò una statua.

## Vita privata
Don Knotts sposò nel 1947 la sua compagna di college Kathryn Metz, dalla quale divorziò nel 1964. Si risposò nel 1974 con Loralee Czuchna, da cui divorziò nel 1983. Si sposò la terza volta nel 2002 con l'attrice Frances Yarborough. Ebbe due figli, entrambi dal primo matrimonio.

## Filmografia

### Attore

#### Cinema
- Tempi brutti per i sergenti (No Time for Sergeants), regia di Mervyn LeRoy (1958)
- Svegliami quando è finito (Wake Me When It's Over), regia di Mervyn LeRoy (1960)
- Faccia di bronzo (The Last Time I Saw Archie), regia di Jack Webb (1961)
- Questo pazzo, pazzo, pazzo, pazzo mondo (It's a Mad Mad Mad Mad World), regia di Stanley Kramer (cameo) (1963)
- Fammi posto tesoro (Move Over, Darling), regia di Michael Gordon (1963)
- L'ammiraglio è uno strano pesce (The Incredible Mr. Limpet), regia di Arthur Lubin (1964)
- Sette giorni di fifa (The Ghost and Mr. Chicken), regia di Alan Rafkin (1966)
- The Reluctant Astronaut, regia di Edward Montagne (1967)
- The Shakiest Gun in the West, regia di Alan Rafkin (1968)
- The Love God?, regia di Nat Hiken (1969)
- How to Frame a Figg, regia di Alan Rafkin (1971)
- La banda delle frittelle di mele (The Apple Dumpling Gang), regia di Norman Tokar (1975)
- La gang della spider rossa (No Deposit, No Return), regia di Norman Tokar (1976)
- Uno strano campione di football (Gus), regia di Vincent McEveety (1976)
- Herbie al rally di Montecarlo (Herbie Goes to Monte Carlo), regia di Vincent McEveety (1977)
- Teste calde e tanta fifa (Hot Lead and Cold Feet), regia di Robert Butler (1978)
- La banda delle frittelle di mele colpisce ancora (The Apple Dumpling Gang Rides Again), regia di Vincent McEveety (1979)
- The Prize Fighter, regia di Michael Preece (1979)
- The Private Eyes, regia di Lang Elliott (1980)
- La corsa più pazza d'America n. 2 (Cannonball Run II), regia di hal Needham (1984)
- Il grande bullo (Big Bully), regia di Steve Miner (1996)
- Pleasantville, regia di Gary Ross (1998)

#### Televisione
- Aspettando il domani (Search for Tomorrow) - serie TV (1953 - 1955)
- The Bob Cummings Show - serie TV (1958)
- The Steve Allen Show - serie TV (1957 - 1960)
- The Many Loves of Dobie Gillis - serie TV (1960)
- The New Steve Allen Show - serie TV (1961)
- The Joey Bishop Show - serie TV (1964)
- The Red Skelton Show - serie TV (1961 - 1965)
- Un equipaggio tutto matto (McHale's Navy) - serie TV (1966)
- Polvere di stelle (Bob Hope Presents the Chrysler Theatre) - serie TV (1967)
- The Andy Griffith Show - serie TV (1960-1968)
- Mayberry R.F.D. - serie TV (1968)
- The Bill Cosby Show - serie TV (1970)
- The New Andy Griffith Show - serie TV (1971)
- Il signore resta a pranzo (The Man Who Came to Dinner) - film TV (1972)
- Here's Lucy - serie TV (1973)
- I Love a Mystery - film TV (1973)
- The Girl with Something Extra - serie TV (1974)
- Harry and Maggie - cortometraggio TV (1975)
- Laugh Back - serie TV (1975)
- The Late Summer Early Fall Bert Convy Show - serie TV (1976)
- Fantasilandia (Fantasy Island) - serie TV, 1 episodio (1978)
- Love Boat (The Love Boat) - serie TV (1979)
- Tre cuori in affitto (Three's Company) - serie TV (1979 - 1984)
- Return to Mayberry - film TV (1986)
- What a Country - serie TV (1987)
- She's the Sheriff - serie TV (1988)
- Bravo Dick (Newhart) - serie TV (1990)
- Timmy's Gift: A Precious Moments Christmas - film TV (1991)
- Fish Police - serie TV (1992)
- Matlock - serie TV (1988 - 1992)
- Una bionda per papà (Step by Step) - serie TV (1993)
- La legge di Burke (Burke's Law) - serie TV (1994)
- Jingle Bells - film TV (1999)
- Una culla per cinque (Quints), regia di Bill Corcoran – film TV (2000)
- 8 semplici regole - serie TV (2003)
- Hermie: A Common Caterpillar - film TV (2003)
- Odd Job Jack - serie TV (2003)
- Hermie and Friends - film TV (2004)
- Fatherhood - serie TV (2005)
- That '70s Show - serie TV (2005)

### Doppiatore

#### Cinema
- Mule Feathers, regia di Donald R. von Mizener (1977) - voce narrante
- I sogni di Pinocchio (Pinocchio and the Emperor of the Night), regia di Hal Sutherland (1987)
- Cats Don't Dance, regia di Mark Dindal (1997)
- Tom Sawyer, regia di Paul Sabella, Phil Mendez (2000)
- Chicken Little - Amici per le penne (Chicken Little), regia di Mark Dindal (2005)
- Air Buddies - Cuccioli alla riscossa (Air Buddies), regia di Robert Vince (2006)

#### Televisione
- Aspettando il ritorno di papà (Wait Till Your Father Gets Home) - serie TV (1974)
- L'ispettore Gadget (Inspector Gadget) - serie TV (1985)
- The Little Troll Prince - film TV (1987)
- Garfield e i suoi amici (Garfield and Friends) - serie TV (1993)
- La carica dei 101 - La serie (101 Dalmatians: The Series) - serie TV (1997)

### Sceneggiatore
- How to Frame a Figg, regia di Alan Rafkin (1971)
- Don Knotts' Nice Clean, Decent, Wholesome Hour, regia di Grey Lockwood - show TV (1970)

## Teatro
- No Time for Sergeants (1955-1957)

## Discografia

### Album in studio
- 1959 - Man on the Street (con Stan Burns, Herb Sargent, Steve Allen, Tom Poston e Louis Nye)
- 1961 - An Evening With Me

### Raccolte
- 2003 - Back 2 Back Comedy Hits (con Andy Griffith)

### Singoli
- 1961 - The Sportscaster/Medical Convention/Pre-Natal Anxieties
- 1961 - I Wish I Were A Fish

## Riconoscimenti
- Premio Emmy
  - 1961 – Miglior attore non protagonista in una serie comica o commedia per The Andy Griffith Show (1960)
  - 1962 – Miglior attore non protagonista in una serie comica o commedia per The Andy Griffith Show (1960)
  - 1963 – Miglior attore non protagonista in una serie comica o commedia per The Andy Griffith Show (1960)
  - 1966 – Miglior attore non protagonista in una serie comica o commedia per l'episodio The Return of Barney Fife da The Andy Griffith Show (1960)
  - 1967 – Miglior attore non protagonista in una serie comica o commedia per l'episodio Barney Comes to Mayberry da The Andy Griffith Show (1960)
- Hollywood Walk of Fame
  - 2000 – Televisione, al 7083 di Hollywood Boulevard
- Laurel Awards
  - 1964 – Candidatura come Top Male New Face
  - 1967 – Candidatura come Male Comedy Performance per The Reluctant Astronaut (1967)
- OFTA TV Hall of Fame
  - 2007 – Actors and Actresses
- TV Land Award
  - 2003 – Favorite Second Banana per The Andy Griffith Show (1960)
  - 2003 – Candidatura come Nosiest Neighbor per Tre cuori in affitto (1976)
  - 2004 – Legend Award per The Andy Griffith Show (1960), assieme a Andy Griffith, Jim Nabors, George Lindsey, Elinor Donahue, Betty Lynn, Howard Morris, Maggie Mancuso, Harvey Bullock, Earle Hagen e Aaron Ruben
  - 2004 – Candidatura come Favorite Fashion Plate – Male per Tre cuori in affitto (1976)
  - 2005 – Candidatura come Favorite Nosy Neighbor per Tre cuori in affitto (1976)

## Doppiatori italiani
Nelle versioni in italiano delle opere in cui ha recitato, Don Knotts è stato doppiato da:
- Renato Cortesi ne La banda delle frittelle di mele, La banda delle frittelle di mele colpisce ancora
- Sandro Tuminelli in La gang della spider rossa
- Sergio Fiorentini in Herbie al rally di Montecarlo
- Giorgio Lopez in Tre cuori in affitto (st. 4-6)
- Adolfo Fenoglio in Tre cuori in affitto (st. 7-8)
- Dario Penne in Teste calde e tanta fifa
- Gianfranco Bellini in Matlock
- Armando Bandini in Il grande bullo
- Gianni Vagliani in Pleasantville
- Oliviero Dinelli in Muppet Show (ridoppiaggio)

Da doppiatore è sostituito da:
- Walter Veltroni in Chicken Little - Amici per le penne
- Bruno Alessandro in Air Buddies - Cuccioli alla riscossa